# Старк, Ульф
У́льф Го́ттфрид Ста́рк (швед. Ulf Gottfrid Stark; 12 июля 1944, Стокгольм — 13 июня 2017, Стокгольм) — шведский писатель.

## Биография
Ульф Старк родился и вырос в пригороде Стокгольма Стуребю, куда он позже возвращается в большинстве своих книг. Его отец был дантистом, мать — домохозяйкой, у него был брат на два года старше.
Дебютировал в 1964 году как автор книг для взрослых. Первые произведения Старка для детей были напечатаны в 1975 и 1976 годах. В 1984 году решил полностью посвятить себя детской литературе. Его произведения удостоены престижных премий. В 2000 году Международное жюри премии Х. К. Андерсена отметило его заслуги особым дипломом.
Старк умер 13 июня 2017 года в возрасте 72 лет от рака.

## Семья
- Жена — Янина Орлов (род. 1955) финская шведскоязычная переводчица[6].